# Убиство Бриса Татона
Убиство Бриса Татона је догађај са великим одјеком и реакцијама у јавности, у којем је група насилника у центру Београда 17. септембра 2009. претукла групу француских држављана, наносећи тешке телесне повреде 28-годишњем Брису Татону (фр. Brice Taton), од чијих последица је он преминуо 29. септембра исте године.

## Догађај
Група навијача ФК Тулуза из Француске, који су у Београду боравили поводом утакмице свога тима са београдским фудбалским клубом Партизан у Лиги Европе, претучена је 17. септембра 2009, непосредно пред почетак фудбалске утакмице Партизан–Тулуза, док су седели у башти кафеа „Ајриш паб“ на Обилићевом венцу, у центру Београда. Према извештавању Б92, који се позивао на очевице, група од 15 навијача Тулузе је седела у башти кафића и на њих је насрнула група од око 30 хулигана. Неколико гостујућих навијача је брутално претучено. Такође према очевицима, до туче је дошло након вербалног препуцавања навијача Партизана и Тулузе. Према писању француског дневника „Депеш“, француски навијачи су седели мирно, без обележја свог клуба, а нападнути јер су причали француским језиком.
Један од повређених био је и 28-годишњи Брис Татон. Њему су нанете тешке повреде главе, док је од удараца шипком по грудима имао повреде аорте и крварење у грудном кошу. Хулигани су Татона бацили у Космајски пролаз, између Обилићевог венца и Улице маршала Бирјузова.

## Клиничка слика и борба за живот
Према директору Ургентног центра у Београду, Владимиру Ђукићу, Брис Татон је примљен на одељење интензивне неге Ургентног центра са тешким повредама главе и контузионом повредом грудног коша. У његовом здравственом збрињавању учествовао је комплетан тим Клиничког центра Србије, укључујући неурохирурге, хирурге, и анестезиологе.
Татона је обишао конзул Француске у Србији Фабрис Фурми, а о његовом стању се у Ургентном центру распитивао и српски државни врх. Осим Татона, за којег је саопштено да је у стању животне опасности, лакше је повређен још један држављанин Француске, док се један држављанин Србије, према извештавању Б92 вероватно конобар кафића у којем је дошло до туче, налазио на одељењу неурохирургије Ургентног центра.
Формиран је посебан конзилијум лекара у циљу санирања последица напада. Брису Татону је 18. септембра оперисана грудна аорта. 19. септембра је извршена интервенција на мозгу због крварења. Према директору Клиничког центра Србије Ђорђу Бајецу, операција аорте 18. септембра је била вишечасовна операција на практично отвореном срцу, и веома тежак хируршки случај. Бајец је појаснио да је након тупих повреда које је Татон задобио, дошло до руптуре практично до тог крвног суда, највећег у телу, који директно излази из срца, и да је исход оваквих операција сложен и неизвестан и код припремљених пацијената. Он је додао да је Татон, након задобијених повреда, имао тешку повреду мозга, плућа, великог крвног суда и костију карличног појаса, те да је „живот врло угрожен, преживљавање врло тешко и дискутабилни резултати“. Дана 19. септембра извршена је још једна вишечасовна операција због крварења на мозгу, која је, према портпаролу Клиничког центра Србије Драгу Јовановићу, протекла на задовољавајући начин. Бајец је најавио да би се, иако постоје знаци који указују на побољшање, због животне угрожености и после огромне хируршке интервенције, сигурна прогноза могла дати тек за седам до десет дана. Након операције, Татона су посетили родитељи, конзул Француске у Београду, министар унутрашњих послова Ивица Дачић и директор полиције Милорад Вељовић. Татоново здравство стање је до 24. септембра остало непромењено и критично; у Клиничком центру је тог дана речено да су контузија плућа и масовна трансфузија, која је Татону давана током и након две операције, изазвале поремећај плућа (АРДС), те да је он у бесвесном стању због контузије мозга.
Конзилијум Клиничког центра Србије је 25. септембра саопштио да се здравствено стање Бриса Татона погоршало. Његовом клиничком сликом доминирао је тежак губитак мождане функције, а регистрован је и поремећај функције осталих система лакшег степена. Конзилијум је оценио да је опоравак у оваквом стању „веома неизвестан“ и додао да се и даље спроводе све мере реанимације.

## Смрт
Татон је преминуо 29. септембра 2009. у 10 часова на Клиници за кардиоваскуларне болести Клиничког центра у Београду. У саопштењу из Клиничког центра је наведено да је Татон преминуо када је због тешког можданог оштећења дошло до попуштања виталних функција.
Татон је сахрањен 6. октобра 2009. у Тулузи. Церемонији у катедрали Сент Етјен присуствовало је око хиљаду особа. Сахрани су присуствовали чланови породице, играчи и навијачи ФК Тулуза, као и градоначелник Тулузе Пјер Коен и амбасадор Србије у Француској Душан Батаковић.

## Одјеци
Министарство спољних послова Француске је затражило од српских власти да брзо расветле случај и изведу пред суд одговорне за ово насиље. У данима након напада, случај напада на француске навијаче није био међу водећим вестима француских медија, и вест је углавном обрађивана кроз депеше.
Градоначелник Београда Драган Ђилас је поводом Татонове смрти прогласио 30. септембар 2009. за дан жалости у Београду.
Саучешће су упутили: председник Србије Борис Тадић, председник Владе Србије Мирко Цветковић, заменик председника Владе Србије и министар унутрашњих послова Ивица Дачић, потпредседник Владе Србије Божидар Ђелић, министар иностраних послова Вук Јеремић, министар омладине и спорта Снежана Самарџић Марковић, министарка правде Снежана Маловић, градоначелинк Београда Драган Ђилас, митрополит црногорско-приморски Српске православне цркве Амфилохије, председник Фудбалског савеза Србије Томислав Караџић, председник УЕФА Мишел Платини, као и министар спорта Француске Рама Јад. Огорчење је изразио и ФК Партизан.
Министарство спољних послова Француске је изразило жаљење због смрти и поново затражило извођење одговорних пред лице правде, те захвалило српским властима и грађанима на изразима саосећања и подршке, као и Клиничком центру Србије на пожртвованости лекарских екипа које су бринуле о Татону. Француски министар спорта Јад је позвала на најстроже казне за починиоце и најавила да ће са челницима УЕФА разговарати о заштити фудбала од насиља навијача.
Министарство за људска права је позвало грађане да се окупе 30. септембра 2009. у 11:30 на Тргу републике у Београду и упале свећу у знак сећања на Татона. Државни секретар Министарства за људска и мањинска права Марко Караџић је најавио да ће 1. октобра 2009. у 17:00 на платоу испред Филозофског факултета у Београду бити организован скуп против насиља. Присуство на овом скупу су најавили и припадници организације "1389", чију је забрану због промоције насиља тражио републички јавни тужилац. Иницијатива младих за људска права је саопштила да ће са Центром за културну деконтаминацију и још две организације одржати скуп на светски Дан ненасиља, 2. октобра 2009. у 16:00 у Пионирском парку у Београду.
Б92 је у јутро 5. октобра 2009. јавио да су се на недавно завршеној фасади Амбасаде Србије у Бечу појавили графити „Слобода — Гробари 1970“ и „Гробари — слобода навијачима“.
Скупштина општине Врњачка Бања је 6. октобра 2009. подржала иницијативу да главна улица у Врњачкој Бањи, Бањска променада, понесе име Бриса Татона. Иницијативу је поднео одборник групе грађана „Бања је закон“ Раде Симић, а одлуку треба да потврди комисија која одлучује о називима улица.
У Београду је актуелан предлог да име Бриса Татона добије Космајски пролаз, где су га хулигани бацили након пребијања на смрт. Предлог је поднела омладинска група која је организовала шетње по Београду за Татона.

## Полицијска интервенција и судски процес
Два дана после напада, српска полиција је ухапсила једанаест особа осумњичених за напад. Ухапшени су: Стефан В. (1988) из Београда, Милан Т. (1991) из Београда, Драган Т. (1989) из Београда, Бојан М. (1990) из Батајнице, Јован К. (1991) из Београда, Бранимир Ч. (1987) из Нове Пазове, Владан С. (1988) из Нове Пазове, Милан В. (1990) из Панчева, Владимир Б. (1991) из Сремчице, и Иван Г. (1982) из Сремчице. Ухапшени су саслушани код истражног судије, и десеторици је одређен притвор од 30 дана због сумње да су починили кривично дело тешког убиства у покушају, с тим да је један од осумњичених (који се сумњичи да је починиоцима помогао после извршеног дела) пуштен да се брани са слободе. Најстарији од ухапшених имао је 27 година, а остали између 18 и 22 године. Према изјави портпарола Окружног суда у Београду Иване Ремић од 21. септембра 2009, притвор је одређен због посебно тешких околности под којима је извршено кривично дело, као и због високе запрећене казне од 30 до 40 година затвора.
Републички јавни тужилац Слободан Радовановић је по Татоновој смрти изјавио да кривично дело за које се терете оптужени добија тежи облик, кривично дело тешког убиства, за које је запрећена казна до 40 година затвора. Он је додао и да се не ради само о навијачким групама, већ о припадницима организованих криминалних група, и да Тужилаштво већ ради на могућностима забране деловања ових група.
Касније на дан Татонове смрти, Окружни суд у Београду је наложио да се изврши обдукција његовог тела и токсиколошка анализа. Истражни судија је затражио сву медицинску документацију и друге протоколе из здравствених установа, а од МУП било какав видео-запис снимљен у критичним тренуцима, уколико постоји. За 30. септембар је заказано саслушање Татонових родитеља у својству сведока, а биће саслушано и још двоје осумњичених који нису приведени истог дана када и остали, главни осумњичени који није изнео своју одбрану али је касније обавестио суд да то жели да уради, те други сведоци, а биће обављена и вештачења.
За Ђорђем Прелићем и Дејаном Пузигаћем, који су у бекству, су расписане потернице због сумње да су организовали напад на Татона. 5. новембра 2009, због основане сумње да је учествовао у нападе је у Београду ухапшен и Степа Петровић. 20. новембра 2009, београдска полиција је, такође због основане сумње да је учествовао у кривичном делу тешког убиства Бриса Татона, ухапсила 29-годишњег Дејана Станковића, званог „Џексон“, коме је Окружни суд одредио притвор од 30 дана.
Првостепена степена оптуженима је изречена 25. јануара 2011. и осуђени су на укупно 240 година затвора.